# Shmuel Baruch Taube
Shmuel Baruch Taube (hebräisch שמואל ברוך טאובה; geboren als Samuel Bernhard Taube 13. März 1914 in Zelów, Russisches Kaiserreich; gestorben 19. September 2008 in Rehovot, Israel) war ein polnisch-israelischer Kantor.

## Leben
Samuel Bernhard Taube war ein Sohn des aus Rumänien nach Polen gezogenen Schächters und Kantors Israel Taube und seiner Frau Bajle. Seine Muttersprache war Jiddisch, in der Schule lernte er Polnisch. Die Familie emigrierte 1926 aus Polen nach Lackenbach in Österreich. Taube lernte dort Deutsch und besuchte ab 1928 die Jeschiwa in Mattersburg. Er wurde 1933 Schüler des Oberkantors der Polnische Schul Emanuel Fraenkel in Wien. Seinen ersten Posten als Kantor hatte er dort im Montefiori-Tempel in der Taborstraße Nr. 38. Taube wollte unter dem Druck der Judenfeindschaft in Österreich auswandern, und während Großbritannien ihm kein Visum gewährte, gelang es ihm, 1937 nach Frankreich einzureisen. Er erhielt eine Stelle als Kantor in der „Synagoge de la rue de Montevideo“ in Paris. Nach der deutschen Besetzung Frankreichs 1940 floh er ins zunächst noch unbesetzte Vichy-Frankreich. 1942 ging er nach Nizza, wo er eine Stelle als Kantor fand, bis die Deutschen auch diesen Teil besetzten. 
1943 wurde er auf offener Straße in Moutier von der deutschen SS aufgegriffen, in das Durchgangslager Drancy verschleppt und von dort am 23. November 1943 in das Konzentrationslager Auschwitz deportiert. Taube wurde zur Arbeit im Steinkohlewerk des Nebenlagers Fürstengrube vorgesehen. Vom Lagerführer Kurt Moll wurde er wegen seiner Gesangskünste für die Lagerküche eingeteilt und entkam damit der Vernichtung durch Arbeit. Bei Kriegsende überlebte Taube auch den Todesmarsch nach Ahrensbök und wurde dort befreit. 
Taube kam nach Göteborg in Schweden als Kantor einer Reformsynagoge, wo er seine spätere Frau Jolanthe Aufrichtig, eine Überlebende des KZ Ravensbrück, kennenlernte, sie hatten drei Kinder. Er wechselte schon 1947 an eine orthodoxe Synagoge nach Paris. Von 1949 bis 1958 war er Kantor in London, dann der Beth Sholom Synagogue in Washington D. C. und 1963 in Montreal bei der Beth Orah congregation. Nach seiner Pensionierung übersiedelte Taube 1975 nach Israel und unterrichtete noch bis 1985 am Tel Aviv Cantorial Institute.
Taube gab Konzerte und machte zahlreiche Tonaufnahmen. 